# Ewaryst (papież)
Ewaryst (łac. Evaristus; znany także pod imieniem Aristo lub Aristus; ur. ok. 30/44 w Betlejem, zm. ok. 109 w Rzymie) – męczennik i święty Kościoła katolickiego, 5. papież w okresie ok. 101–109.

## Życiorys
O jego życiu niewiele wiadomo. Według Liber Pontificalis pochodził z helleńskiej rodziny, lecz jego ojciec, imieniem Judasz, był Żydem z Betlejem. Mówili prawdopodobnie po grecku lub aramejsku. Betlejem jest wskazywane jako prawdopodobne miejsce narodzin. Spędził tam większość dzieciństwa. Według tradycji nawrócił się na chrześcijaństwo i przybył do Rzymu.
Pontyfikat rozpoczął w 97, 99, 100 lub 101 roku n.e. (według różnych źródeł). Nie ma zgodności co do jego pontyfikatu, ani co do kolejności sprawowania urzędu. Ewarysta jako następcę Klemensa I wymienia Ireneusz, biskup Lugdunum, natomiast m.in. Catalogus Liberianus jako następcę Anakleta. Co do długości pontyfikatu też źródła nie są zgodne: Euzebiusz z Cezarei twierdził, że jego pontyfikat trwał 8 lub 9 lat. Katalog Liberiusza natomiast, że niespełna 14 lat. Liber Pontificalis przekazuje o 10 letnim pontyfikacie.
Liber Pontificalis utrzymuje, że to on podzielił Rzym na 7 diakoni (diaconias) i 25 "tytułów" – odpowiedniki parafii – i dał podwaliny pod Kolegium Kardynałów. Był głęboko zaangażowany w rozszerzanie powołań w Kościele. Trzykrotnie udzielił święceń kapłańskich. Mianował sześciu kapłanów, dwóch diakonów i pięciu biskupów. Podczas jego pontyfikatu duchowieństwo umocniło się i nastąpił bardzo szybki wzrost liczebności zgromadzeń wierzących.
Zgodnie z tradycją, kiedy trafił do więzienia, strażnicy pilnujący go byli zdumieni jego radością, ponieważ uważał się za uprzywilejowanego, że został uznany za godnego cierpieć i umrzeć za Jezusa. Według tradycji zginął śmiercią męczeńską przez ścięcie za czasów panowania Trajana, w tym samym czasie co Ignacy Antiocheński. Obecnie podawane jest to w wątpliwość. Badania nie potwierdzają także złożenia ciała obok grobu św. Piotra.
Kościół katolicki wspomina Ewarysta 26 października. Przedstawiany jest z mieczem lub szopką.
Dwa dokumenty przypisywane mu przez Pseudo-Izydora są sfałszowane.